# Доминик Милер
Доминик Милер (енгл. Dominic Miller; Буенос Ајрес, 21. март 1960) је британски гитариста аргентинског порекла.

## Дискографија
- (Први додир), 1995.
- (Друга природа), 1999.
- (Нова зора), 2002.
- (Облици), 2003.
- (Трећи свет), 2004.
- (Четврти зид), 2006.

## Други музичари са којима је сарађивао
- Брајан Адамс
- Бекстрит бојс
- Вини Колајута
- Фил Колинс
- Шерил Кроу
- Донован
- Питер Гебријел
- Марк Хадсон
- Најџел Кенеди
- Џими Нејл
- Лучано Павароти
- Притендерс
- Род Стјуарт
- Стинг
- Тина Тарнер
- Стив Винвуд
- Пол Јанг
- Владо Георгиев